# モンスターペアレント
モンスターペアレント（Monster parent）またはモンスターペアレンツとは、学校などに対して自己中心的かつ理不尽とされる要求をする親を意味する。元小学校教諭の向山洋一が命名した造語（和製英語）。略してモンペア、モンペともいう。

## 概説
基本的には直接教員にクレームを行うが、校長、教育委員会、地方公共団体より権限の強い部署にクレームを持ち込んで、間接的に現場の教員や学校に圧力をかけるという形式も増えている。日本では、2008年には同名のテレビドラマが制作され話題となった。さらにはモンスターペアレントの子供がモンスターチルドレンやモンスター大学生となり新たな問題を起こしている。
なお、要求を繰り返すことがあっても、当該の要求が常識の範囲内にあり、かつしかるべき理由を明示してくる場合は「モンスターペアレント」とは言わない。とはいえ、保護者が正当な要求をしても、学校や教員が保護者を「モンスターペアレント」として敵対視することがある。
アメリカ合衆国で使われている類似の用語にヘリコプターペアレント(Helicopter parent)というものがある。これは、子供の就職の面接についてくるような過保護・過干渉な親を指しており、常時子供を監視している様子を上空でホバリングするヘリコプターに例えている。

## 原因
モンスターペアレントという語が登場する以前から、こうした問題を「親のいちゃもん」として研究してきた大阪大学大学院の小野田正利教授によると、この種の保護者が目立って増え始めたのは1990年代後半からであるとされる。また、小野田によると保護者を「モンスター」にしているのは、「モンスター」という言葉を使っているマスコミや教育現場であるという。『モンスター＝人間でない』ことで、保護者との関わりを拒否していると言う。
教育社会学を専門とする門脇厚司の指摘によると、この時期に子供が学齢期を迎えた多くの親は、概ね1960年代生まれで、1970年代後半〜1980年代の校内暴力時代に、強面するヤンキー生徒に全く注意出来ないばかりか、その不甲斐なさを一般生徒に威圧的な態度で接する教師の姿を見てきて、全く教師への敬意を持っておらず、さらにバブル景気の時期に社会に出たために、教師を愚弄している。また、バブル崩壊後のリストラなどで社会的な地位を失った人々の（公務員ゆえ倒産や失業の心配がなく、終身雇用の保証された立場である）、教師に対する嫉みもあるという。前述の小野田は、「言ったもん勝ち」がまかり通る風潮が強まっている点も、モンスターペアレント出現の原因の一つではないかと指摘している。
他方、現役の東京都立高等学校教諭である喜入克や元中学校教諭の河上亮一は、こうした保護者が増加した原因を、「保護者の消費者意識の暴走」とする見解を述べている。喜入によれば、保護者は自分の子供が学校で他の子供より“損”な待遇を受けることが我慢できず、「同じ値段を払えば同じ商品が手に入る」という意識で教育サービスを捉えているためとされる。例えばある学年の学級担任が新卒、中堅、評判のいいベテランというような構成になったとする。モンスターペアレントは、自分の子供が“評判の良いベテラン教師”以外に担任されることを不当待遇であると考える。
また、喜入は、これらモンスターペアレントやその子供に学校が手こずる理由として、彼らが“学校と対等な消費者”としての立場と“まだ半人前である子供”としての立場を使い分けるという現象も指摘している。すなわちモンスターペアレントやその子供たちは、学校に対してクレームをつける際には“消費者”として振るまい、そうしたクレームが学校に“ルール違反”と認定されて退学や停学などの処分を出されそうになると、“半人前である子供への情状酌量”を要求する。
こうした保護者については、門脇によっても世代の問題が指摘されている。山下・岡田らは小学校2年生の保護者を対象としたアンケート調査のクラスター分析をもとにターゲット・プロファイリングを行った。それによって、「既に子育てを経験している、経済的な余裕はないが教育ママ度はそれなりに高い、パート勤務の母親」が、学校への信頼度の低さを示す6つの指標においていずれも突出した数値を示すことを明らかにしている。山下・岡田らはそういった母親を『生活切迫型パートママ』と命名している。
その他、地域の人間関係が希薄になった結果、かつては地域社会が緩衝材となっていた個々の親の不満が直接学校に持ち込まれるようになった状況も背景にあるのではないかという意見も多い。
なお、こうした保護者は初等教育や中等教育に限られた問題ではない。星野・横山・横山・水野・徳田らは幼稚園の保護者でも、
- 特定の園児は自分の子供と遊ばないでほしいと要求する
- クラス分けで特定の園児と同じクラスにするよう(しないよう)要求する
- テレビや本で紹介された教育方法を導入するよう要求する
- 時間かまわず保育者の自宅に毎日電話をかける

など、自己中心的な保護者が問題化していることをアンケート調査によって示している。この調査によると、保育者の4人に1人が問題のある保護者としてこうした保護者を挙げている。

## 問題点
こうした保護者が一人でも出現すると、教職員や学校はその対応に膨大な時間を奪われてしまう。その結果、他の児童・生徒のために使う教材研究、授業準備、生徒指導、部活指導、補習などの時間がなくなり、場合によっては学校全体に悪影響が広まる。
2006年に金子元久が1万校の小中学校の校長を対象にして行ったアンケート調査によると、中学校では29.8%の校長が「保護者の利己的な要求」が深刻な教育の障害になっていると答えており、「やや深刻」と答えた48.9%と合わせると78.7%の校長が保護者の利己的な行動を問題視しているという結果が出た。なお、小学校では「深刻」が25.7%、「やや深刻」が52.1%で合計は77.8%となっている。
適切な対応がなされればその影響は最小限にとどまるが、対応が一人の担任教職員に押しつけられた場合などでは逆に被害が拡大したり、担当教職員自身が体もしくは精神を病んでしまう事例も珍しくない。特に、経験が浅い新任教師は適切な対応ができず問題を抱え込んでしまうと言われている。2006年には西東京市の市立小学校に着任した教員が、一部の保護者から深夜に携帯電話に苦情電話をかけられる、連絡帳で人格攻撃されるなどした結果、自殺している。
また、2008年1月にうつ病として労災が認定された例として、子供同士のケンカで軽いけがをした子供の両親が、当時子供を預けていた埼玉県狭山市立保育所の所長に対して4か月に渡り苦情を言い続け、最終的に保育所の対応を批判する内容証明郵便を送りつけ、所長がこれらを苦に焼身自殺したというものがある。

## 対策・提言
モンスターペアレントについての対策は、様々な論者によって提言が行われている。小野田正利は、保護者の「いちゃもん」を額面通りに受け取るのではなく、その要求によって保護者が「実際には何を求めているのか」を察知し、可能な解決策を探るという手法を提言している。また、喜入克はこうしたモンスターペアレントの対応は個々の教職員や学校では不可能であるとし、教育委員会内にモンスターペアレント対応専門のチームを設置することを提案している。
教育再生会議は喜入の考え方に近く、2007年6月1日に決定した第2次報告の中で「学校問題解決支援チーム（仮称）の設置」を提言している。また、学校協議会等地域社会と学校との連携を図る試みも行われている。教職員が個人で訴訟費用保険（教職員賠償責任保険）に入るケースも増加しており、2007年には東京都の公立校の教職員の3分の1がこうした保険に入っていると報道された。2007年7月12日付の毎日新聞記事によれば、都教員の訴訟費用保険加入数は2000年から2007年の間に1,300人から21,800人へと激増したとされる。この保険は、教職員の不法行為による被害者への個人賠償責任保険に加えて、不法行為の有無に関わらず訴訟を起こされた際の訴訟費用も負担する。文部科学省は2007年7月、全国の教育委員会から具体的なモンスターペアレント対策施策案を募り、それらの中から10の自治体を選んで2008年度に実施させて、その費用の8割を国の予算から補助するという計画を発表した。
経営コンサルタントの本間正人は
- モンスターペアレントやモンスターペイシェントとは、普通の人間がモンスター化している状態であり、彼らも常にモンスターというわけではない
- モンスター化した人の被害を受けた人も、いつか自身がモンスター化しないとも限らない

との立場に立ち、企業内における人材育成の方法論を応用して、
- 一対一では対応しない
- 必ず詳細な記録を取り、可能な限りやりとりを録音する
- 相づちを打つ際には、決して相手の言うことに同意していると思われるような言葉を使わない

など、こうしたモンスター化した保護者への対応マニュアルを作成している。
なお、「モンスターペアレント」という言葉を作った向山洋一率いるTOSSは、モンスターペアレントなどからの訴訟に対応する「TOSS教職員賠償責任保険」なる事業を始めている。

## 「モンスターペアレント」という用語の問題点
本田由紀、内田樹、小野田正利らは、モンスターペアレントという語の持つ印象が保護者と学校の対立を煽る方向に働くのではないかという懸念をそれぞれ表明している。このうち内田と小野田は、モンスターペアレントという語の登場が、保護者の過剰なクレーム行動や学校・教員を一方的にバッシングするマスコミの風潮に疑問を投げかけ、言説の転換点となったという意味ではこれに一定の評価も与えつつも、内田は「カウンタークレーム」行動の激化、すなわちクレーム行動をする人間を今度は徹底的にバッシングする風潮の出現を懸念する。また小野田は、学校と保護者の協調こそが子どもを中心とした望ましい公教育のあり方であるという立場から、両者の協働がモンスターペアレントという語によって分断される危険性に懸念を表明している。

### 行田市モンスターペアレント裁判
2010年9月、埼玉県行田市の市立小学校の教諭が「担任クラスの児童の保護者から常軌を逸した抗議を受け、不眠症になった」として、担任する小学3年生の児童の両親に対し、およそ500万円の損害賠償を求めて提訴する事態に発展した。文部科学省によると「こうした裁判は聞いたことがない」と述べた。
発端は同年6月、被告の子（以下A）が別の児童からぞうきんで殴られるなどのトラブルに遭遇。原告の教諭がトラブルを仲裁したが、そこで教諭がクラスで「AとB（相手児童）のどちらが悪いかを多数決で決めさせる」という趣旨の指導を行い、Bを支持する意見が多かったとの結果を受け、教諭が児童に相手児童への謝罪を強要するという出来事があった。
この日以降、Aの親から抗議を受けるようになり、教諭とやりとりする連絡帳にも、「最低な先生」「非常識」「悪魔」などといった言葉を躍らせるようになる。また、市の教育委員会や文部科学省に「困った先生」などと口頭や文書で教諭を批判し、担当替えを要求していた。別の日には教諭が給食指導中にAの背中に「軽く触れただけ」で、暴行容疑で行田警察署に被害届を提出したこともあった。
教諭と学校側は話し合いの場を持とうとしたが、Aの両親は出席を拒否。教諭は両親の執拗なクレームで不眠症になるまで追い詰められたとして、提訴に踏み切った。学校側は提訴後、行田市教育委員会に「モンスターペアレンツに負けないための訴訟」などとする文書を校長名で提出。マスコミもこれに則り、記事に「モンペア裁判」などの文字を躍らせた。
一方、Aの両親は次のように反論する。連絡帳の文言については、「連絡帳に色々と書いたのは、先生にこちらの思いを伝える手段が他に無かったから。教諭からの回答も無く、学校に電話をしても切られてしまうし、教育委員会などに相談するしかなかった。訴状や報道ではその過程が抜け落ちている」などとマスコミの報道姿勢に不満を抱いている。
Aへの“暴行”については、「（9月のある日に）子供が“先生から背中を叩かれた”と訴えてきたが、教諭は『背中を軽く触っただけだ』と認めてくれず、校長も『子供の言うことを鵜呑みにするな』と取り合ってくれなかった」と述べており、埼玉県警察に相談はしたが、被害届ではないとしている。この一件で不信感を抱いた両親は、AにICレコーダーを携帯させるようになる。
同年10月には、「背中を軽く触っただけ」の件で不満を抱いていた教諭が突然クラスの児童全員を起立させ、「Aが嘘をついたと認めて謝罪するまで、クラス全員を立ったままで授業を受けさせる！」などと強い調子で迫り、Aに謝罪を強要させるという出来事があった。この日以降、Aはクラスメートから靴を捨てられるなどのいじめを受けるようになったという。この様子はAに携帯させたICレコーダーに録音されており、両親はマスコミの取材にこの録音記録を公開している。
2013年2月、さいたま地方裁判所熊谷支部が「名誉毀損には当たらない」として、原告側教諭の請求を棄却した。判決によると、連絡帳に書き込まれた教諭を非難する内容について、「教諭の社会的評価を低下させる文言を含む」とした一方、連絡帳を見ることができるのは守秘義務を負う教職員らに限定され、「守秘義務があり、不特定多数の人に内容が広まるものとは考えにくい」と指摘。連絡帳に「悪魔のような先生」などと書かれたことについては、「ひどい先生」と同種の表現であるため侮辱は成立しないとの判断を示し、名誉毀損には当たらないと結論付けた。Aの親は取材に対し、「主張が認められてほっとした。モンスターペアレントに仕立てられ、マスコミが怖かった」などと語っている。